# Aegothelidae
Los egotélidos o egotelos (Aegothelidae) son una familia de aves del orden Apodiformes, Su clasificación ha sido polémica, anteriormente se clasificaban en el orden Caprimulgiformes y algunos autores propusieron ubicarlos en su propio orden Aegotheliformes. La familia incluye un solo género actual, Aegotheles.
Son pequeñas aves nocturnas parecidas a los chotacabras. Casi todos son nativos de Nueva Guinea, pero algunas especies se extienden a Australia, las Molucas y Nueva Caledonia.
Los egotelos son insectívoros que cazan generalmente en el aire; a veces en el suelo. Su blando plumaje es una mezcla de pardos y tonos más claros, que les ayudan a confundirse con su entorno. Las patas son pequeñas y débiles, pero no tanto como las de los chotacabras. El pico es pequeño y pueden abrirlo extraordinariamente; está rodeado de una especie de bigotes. Las alas son cortas, con 10 primarias y unas 11 secundarias; la cola es larga y redondeada.

## Sistemática

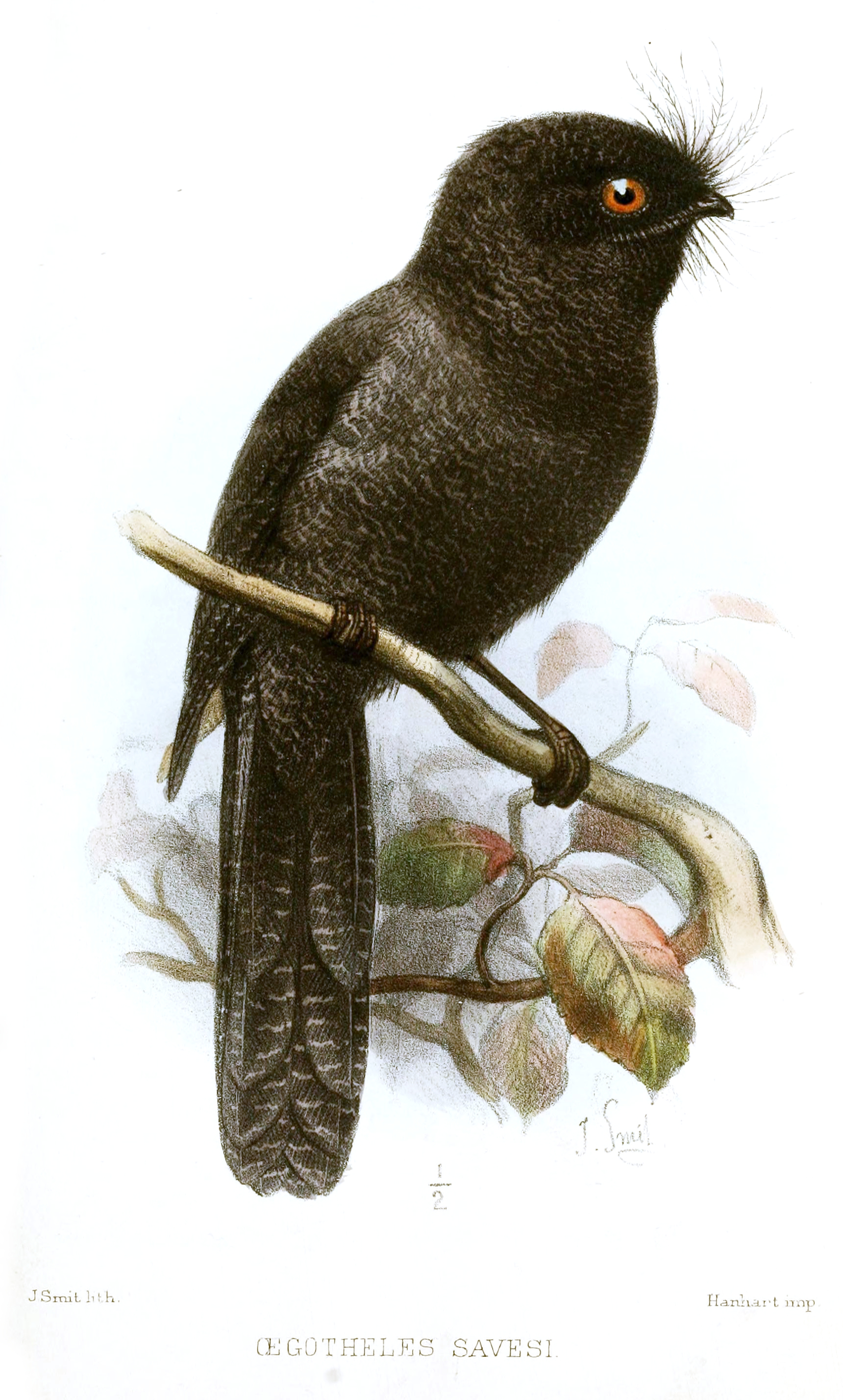
Aegotheles savesi

El estudio de Dumbacher et al. (2003), que analizaron el ADN mitocondrial, el citocromo b y la subunidad 8 de la ATPasa sugiere que existen 11 especies de egotelos, más una que se extinguió a principios del segundo milenio de nuestra era. 
Las relaciones entre los egotelos y los otros grupos de apodiformes no están claras: en el siglo XIX se les consideraba una subfamilia de los podargos (Podargidae), y aún se les considera generalmente relacionados con ellos o con los chotacabras; pero recientemente se ha sugerido (Mayr, 2002) que están más relacionados con los Apodiformes.
Es su aspecto y comportamiento son muy similares al de los caprimulgiformes. Curiosamente, los antepasados de los vencejos (Apodiformes) y de los colibríes (Trochiliformes), dos grupos de aves muy especializados, eran muy similares a pequeños podargos.
Se creía que eran originarios de Australasia o el Sudeste Asiático, pero el descubrimiento de fósiles de este grupo en Francia que datan del Oligoceno ha puesto esa idea en cuestión.

### Especies
- Aegotheles savesi - egotelo de Nueva Caledonia
- Aegotheles insignis - egotelo grande
- Aegotheles tatei - egotelo de Rand
- Aegotheles crinifrons - egotelo moluqueño
- Aegotheles cristatus - egotelo australiano
- Aegotheles bennettii - egotelo barrado
- Aegotheles affinis
- Aegotheles salvadorii
- Aegotheles wallacii - egotelo de Wallace
- Aegotheles archboldi - egotelo de Archbold
- Aegotheles albertisi - egotelo montano

### Géneros y especies fósiles
- Aegotheles novaezealandiae †
- Género Quipollornis † (Mioceno inferior/medio de Nueva Gales del Sur)